# Divine Light Mission
Divine Light Mission, nyandlig rörelse, grundad av Shri Hans Ji Maharaj i Indien på 1920-talet, med filosofiskt budskap och  som baserades på modern mediateknik. 1970 inledde DLM mission i Europa och Amerika och fick snabb spridning genom grundarens son, tonårsgurun Maharaj Ji numera känd som Prem Rawat, född 1957. 
Efter omorganisation av dess ledare Prem Rawat upplöstes Divine Light Mission-rörelsen på 1980-talet och ersattes av rörelsen Elan Vital, en ny verksamhetsform också under Prem Rawat ledning.

## Lära
Rawats läror handlar om personlig frid (i kontrast till stress och frustration) som en väg till ett bra liv och mer fred på jorden. Detta uppnås genom upplysning och självförståelse, men också genom meditationsteknik.
Meditationstekniken "kunskapen" är utan Mantra och istället fokuserar på andningen, det man ser när man blundar, naturlig tinnitus och smaken på tungan, genom teknik som Rawat lär ut. En teknik som också kallas "yoga of the sound current". En meditationsteknik med ursprung i Sant Mat som var en andlig rörelse på den indiska subkontinenten under 1200-1600-talen e.Kr enligt J. Gordon Melton, Lucy DuPertuis, och Vishal Mangalwadi, men är ifrågasatt av Ron Geaves. .
Undervisning baserar på upptäckten av personliga resurser som inre styrka, val, uppskattning och hopp.

## Från indisk sekt till det internationella mediesamhället
Divine Light Mission var en nyandlig indisk rörelse, grundad av den hinduiska Gurun Shri Hans Ji Maharaj i Indien på 1920-talet.
Prem Rawats far Gurun Shri Hans Ji Maharaj dog 1966, när Rawat var 8 år och hans mor tog över den organisatoriska ledningen av traditionella indiska Divine Light Mission. Rawat hade utbildats för att fortsätta verksamheten som dess guru.
Under 60-talet kom amerikaner på besök i Indien i kontakt med rörelsen och skapar den första grupperingen av Divine Light Mission utanför Indien. 1971 flyttade Rawat till USA och efter oeninghet med sin mor, styr Rawat rörelsen internationellt och har byggt upp en organisation med samma modell som i Indien. Kärnan i Divine Light Missions var den tydliga hierarkiska organisationen med Ashraman i centrum som spred sig internationellt under 70-talet. Meditationstekniker och undervisning skedde av organisationen genom dess företrädare.
Under 80-talet rivs hela den internationella Divine Light Mission-organisationen av Rawat och 1983 ersattes den av rörelsen Elan Vital som bygger på användandet av modern teknik. Upplösningen av den internationella Divine Light Mission-organisationen var av stor förvirring för många som engagerat sig inom rörelsens organisation.
Sedan 80-talet har Rawat fokuserat sig på användning av modern medieteknik som DVD och senare även video-streaming för kontakt med sina anhängare.
2001 grundade han The Prem Rawat Foundation för att finansiera sitt arbete och humanitära insatser.
I april 2010 tillkännagav webbplatsen Elan Vital att Elan Vital hade slutat samla in donationer och skulle upphöra med verksamheten under 2010, för att fortsätta i formen av Words of Peace Global (WOPG), den internationella välgörenhetsstiftelsen som främjar Rawats budskap om frid och fred.